# Władysław Kowalski (Schauspieler)

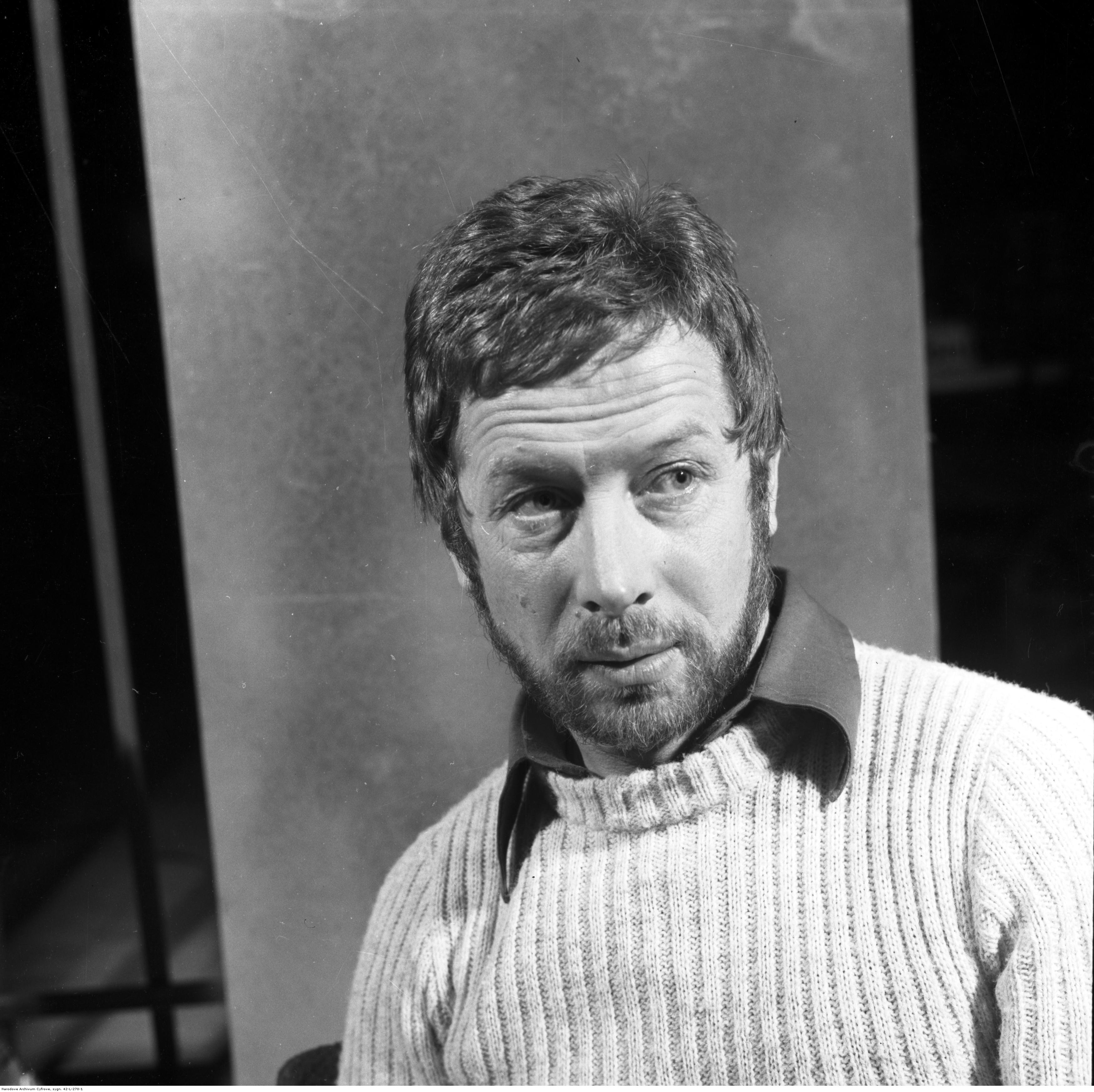
Władysław Kowalski

Władysław Kowalski (* 27. Februar 1936 in Żurawce (nahe Tomaszów Lubelski); † 29. Oktober 2017 in Warschau) war ein polnischer Schauspieler und Schauspiellehrer.

## Biographie

### Kindheit und Jugend

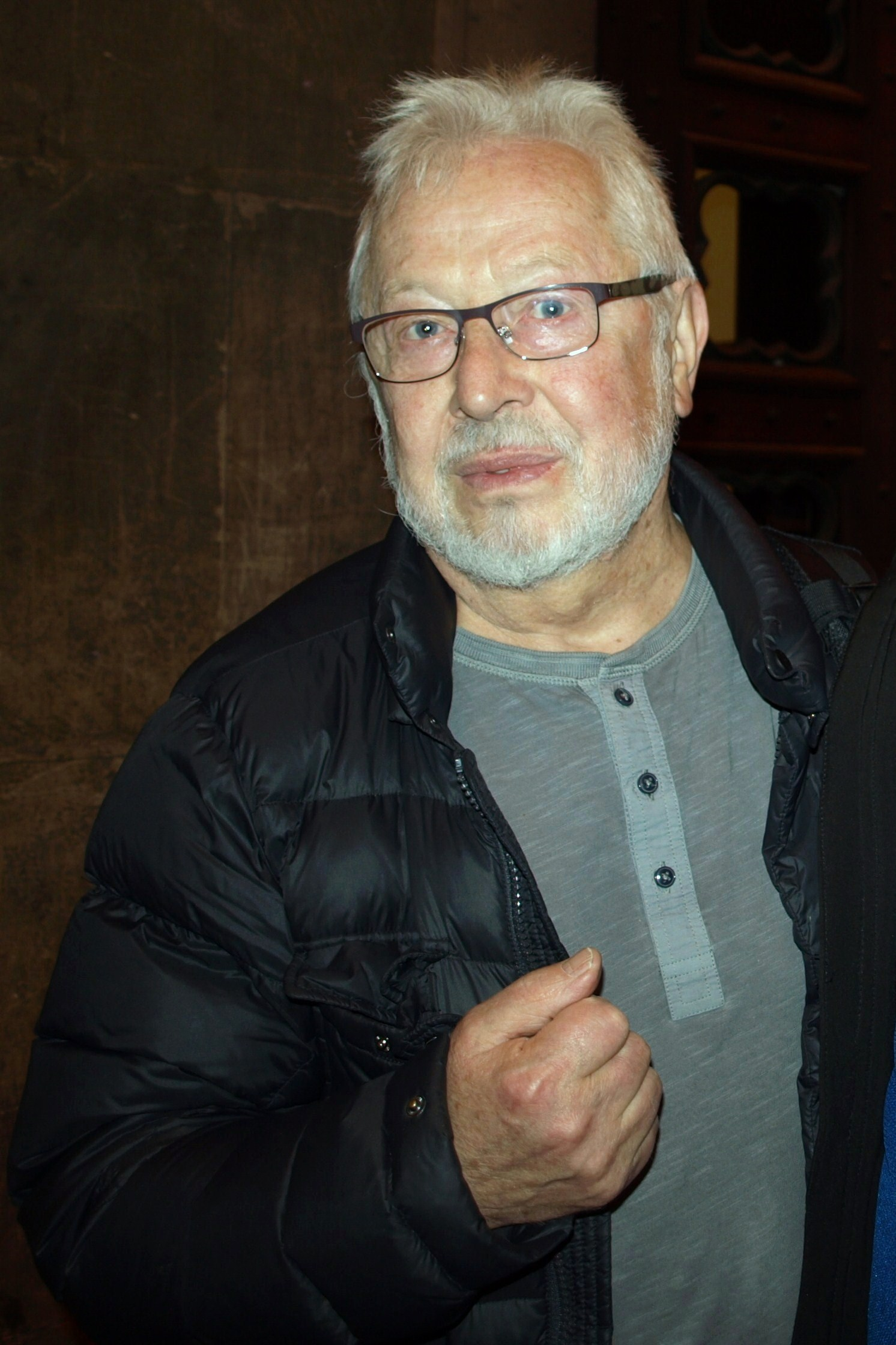
Władysław Kowalski (2014)

Władysław Kowalski hat einen jüngeren Bruder und wuchs unter ärmlichen Bedingungen auf. Er war bereits als kleiner Junge zu harter Arbeit verpflichtet, weil sein Vater zur Armee eingezogen wurde. Nach der Rückkehr des Vaters aus der Armee zog die Familie von Żurawce nach Masuren um. Nachdem man sich dort über seinen Grenzlandakzent amüsierte, arbeitete Kowalski diszipliniert an seiner Artikulation. Außerdem entwickelte er ein Interesse für Literatur und Film. Sein Schullehrer ermutigte ihn, sich an der Aleksander-Zelwerowicz-Theaterakademie in Warschau zu bewerben, auf die er 1954 aufgenommen wurde.

### Karriere
Während seiner Studienzeit bekam Kowalski 1957 seine erste Rolle im Spielfilm Der Kanal von Andrzej Wajda. Im Jahr 1959 erhielt er sein Schauspieldiplom. Er wurde am Wybrzeże-Theater in Danzig engagiert und spielte dort unter anderem den Geoffrey Ingham in Bitterer Honig. Dann kehrte er nach Warschau zurück und arbeitete von 1960 bis 1974 am dortigen Theater Ateneum. Von 1975 bis 2005 war er Mitglied des Ensembles des Powszechny-Theaters in Warschau. Für die Rolle des Louis Antoine de Saint-Just in Sprawa Dantona im Jahre 1975 erhielt Kowalski bei den Kaliskie Spotkania Teatralne eine Auszeichnung. Während der Achtziger Jahre bildete Kowalski Studienanfänger an einer Theaterakademie im Fach Schauspiel aus.

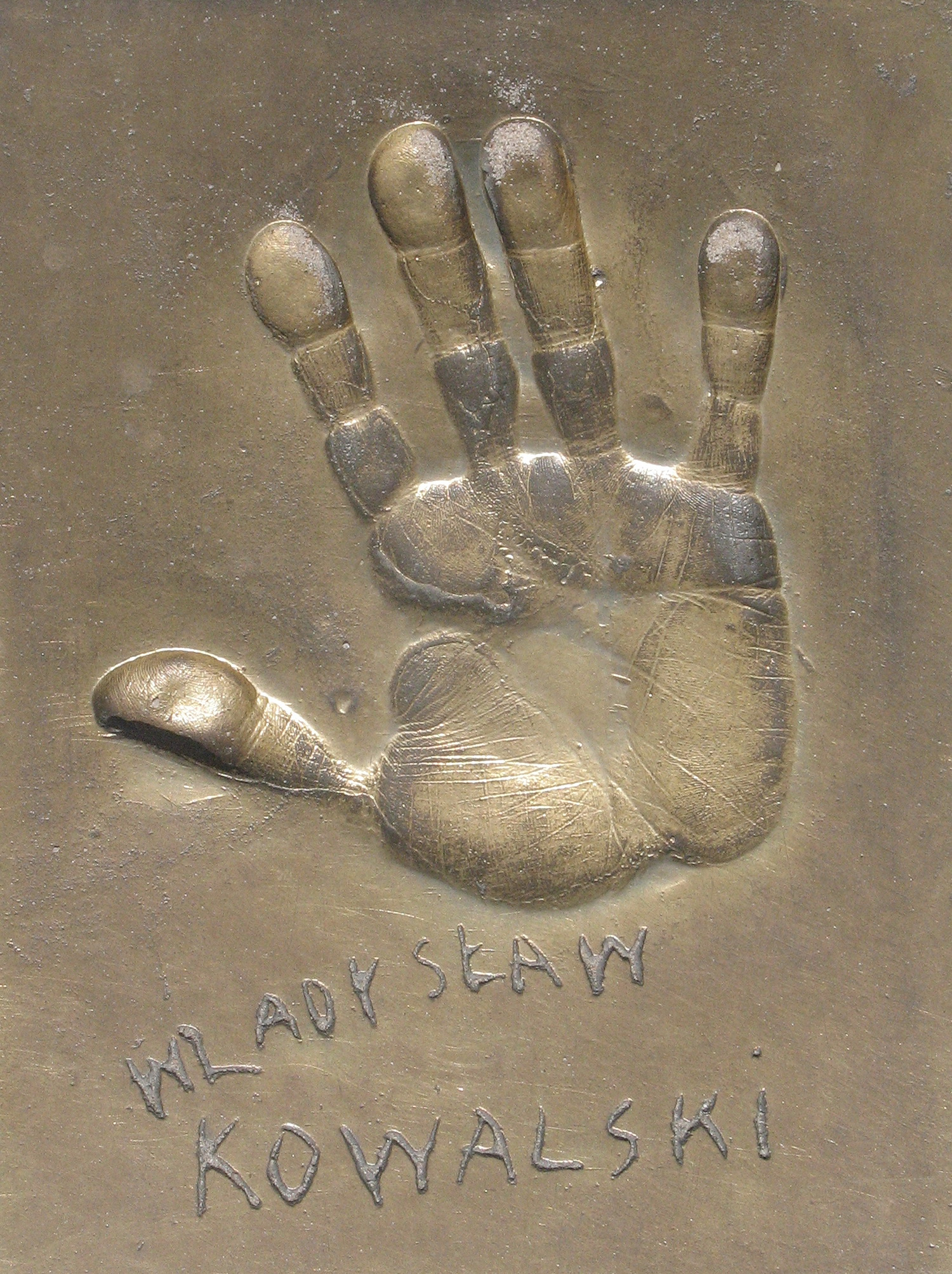
Handabdruck von Władysław Kowalski in der Stadt Międzyzdroje

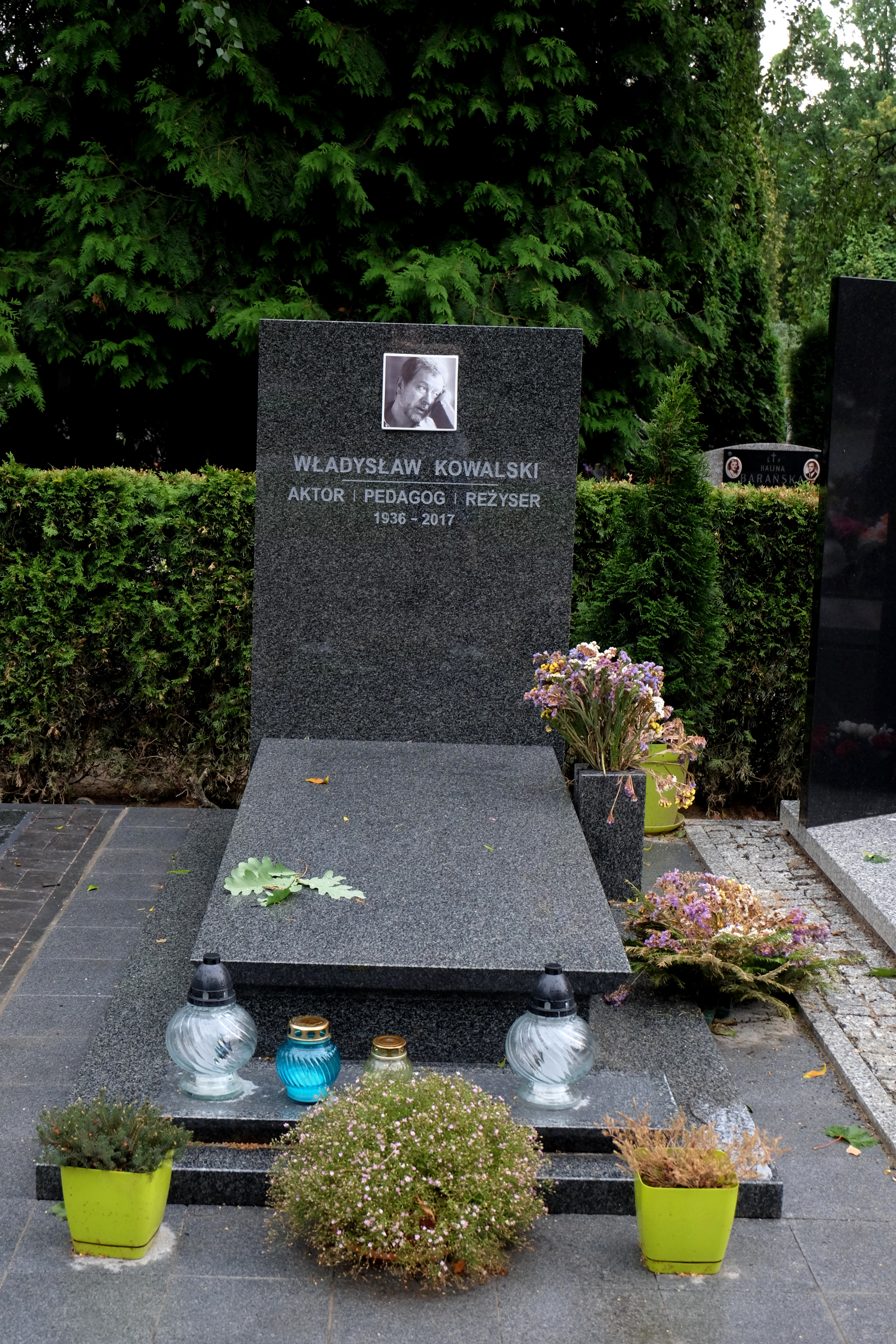
Grab von Władysław Kowalski in Warschau

2001 wurde ihm das Kreuz des Ordens Polonia Restituta für herausragende künstlerische Leistungen verliehen.
Seine erste Frau war die Schauspielerin Elżbieta Kępińska. Während seiner Ehe hatte er eine Affäre mit der Schauspielerin Kalina Jędrusik. Seit 1981 war er mit Monika Sołubianka verheiratet. Weil sein Sohn Jakub wegen seiner Liebesbeziehung zu einem Mann von der Gesellschaft ausgegrenzt wurde. engagierte sich Kowalski 2013 in der Kampagne gegen Homophobie „Rodzice, odważcie się mówić!“. Ab dem Jahr 2015 zog sich Władysław Kowalski aus dem Berufsleben zurück. Am 29. Oktober 2017 verstarb er in Warschau im Alter von 81 Jahren. Er wurde am 10. November 2017 auf dem Powązki-Friedhof in Warschau beerdigt.

## Filmografie (Auswahl)
- 1957: Der Kanal (Kanał)
- 1960: Rozstanie
- 1961: Samson
- 1961: Droga na Zachód
- 1968: Sekunden entscheiden (Stawka większa niż życie, Fernsehserie)
- 1970: Kolumbowie (Fernsehserie)
- 1972: Trzeba zabić tę miłość
- 1975: Sprawa Dantona
- 1978: Zemsta
- 1981: Schauder (Dreszcze)
- 1981: Jan Serce (Fernsehserie)
- 1983: Postkarte von einer Reise (Kartka z podróży)
- 1986: Der kleine Magier (Cudowne dziecko)
- 1987–1988: Die Komödiantin (Komediantka, Fernsehserie)
- 1990: Flucht aus dem Kino „Freiheit“ (Ucieczka z kina „Wolność”)
- 1990: Dekalog, Sieben (Dekalog, siedem)
- 1991: Die zwei Leben der Veronika (La Double Vie de Véronique)
- 1993–1994: Bank nie z tej ziemi (Fernsehserie)
- 1995: Die Verwandlungsmaschine: Das Geheimnis der Kugel (Maszyna Zmian, Fernsehserie)
- 1998: Spona
- 1999: Pan Tadeusz
- 2001: Avalon – Spiel um dein Leben (アヴァロン)
- 2006: Chłopiec na galopującym koniu
- 2007: Das Massaker von Katyn (Katyń)
- 2008: Ogród Luizy
- 2014: Bogowie
- 2015: Body